# Hot Like Fire
"Hot Like Fire" är en R&B-låt framförd av den amerikanska sångerskan Aaliyah, komponerad av Missy Elliot och Timbaland för hennes andra studioalbum One in a Million (1996). Låten återanvänder Art of Noise' "Moments In Love" och Suzanne Vegas "Tom's Diner".
"Hot Like Fire" handlar om en kvinnlig och manlig relation där Aaliyah sjunger "I know you've been waitin' a long time for me. But if you wait a little while longer this is how it'll be. Oh its gonna be, hot like fire". 
Originalversionen av spåret har en jazzig karaktär och både outro och intro som framförs av Elliot. Timbalands remixversion (Timbaland Groove Remix) har en kraftig basgång och innehåller en upprepande sampling av Aaliyahs nynnande. Denna version gavs ut som den femte singeln från sångerskans skiva den 16 september 1997. Jämfört med tidigare hits från One in a Million hade "Hot Like Fire" medial framgång. I USA tog sig singeln till en 31:a plats på Hot R&B/Hip-Hop Songs. I Storbritannien gavs spåret ut som en dubbel-A-sida med "The One I Gave My Heart To". Tillsammans tog sig låtarna till en 30:e plats på UK Singles Chart.
Musikvideon för låten regisserades av Lance "Un" Rivera. Danskoreografin skapades av Fatima Robinson. Missy Elliott, Timbaland, Playa, Changing Faces, Lil' Kim och Junior M.A.F.I.A. medverkar även. 

## Format och Innehållsförteckning
| - Brittisk 12" singel 1. "The One I Gave My Heart To" (radio mix) – 3:53 2. "Hot Like Fire" (album version) – 4:23 3. "Hot Like Fire" (Timbaland's Groove mix) – 4:35 4. "Hot Like Fire" (Feel My Horns mix) – 4:35 5. "Hot Like Fire" (instrumental) – 4:19 - Amerikansk dubbel-A-sida (CD-singel) 1. "The One I Gave My Heart To" (radio mix) - 3:53 2. "Hot Like Fire" (album version) - 4:22 | - Amerikansk CD/Maxi-singel 1. "The One I Gave My Heart To" (radio mix) – 3:53 2. "Hot Like Fire" (album version) – 4:23 3. "Hot Like Fire" (Timbaland's Groove mix) – 4:35 4. "Hot Like Fire" (Feel My Horns mix) – 4:35 5. "Hot Like Fire" (instrumental) – 4:19 6. "Death of a Playa" (featuring Rashad) - Amerikansk 12" promosingel 1. "Hot Like Fire" (album version) – 4:23 2. "Hot Like Fire" (Timbaland's Groove mix) – 4:35 3. "Hot Like Fire" (Feel My Horns mix) – 4:35 4. "Hot Like Fire" (instrumental) – 4:19 5. "Hot Like Fire" (Timbaland's Groove mix instrumental) – 4:35 6. "Hot Like Fire" (Feel My Horns mix instrumental) – 4:35 |

## Listor
| Lista (1997/1998)                           | Topp position |
| ------------------------------------------- | ------------- |
| Storbritanniens UK Singles Chart            | 30            |
| Amerikanska Billboard Hot R&B/Hip-Hop Songs | 31            |